# Selección de béisbol de China
.

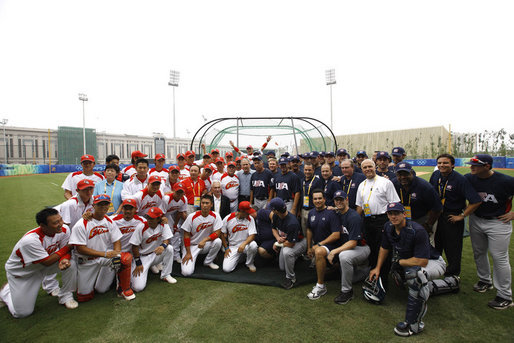
George W. Bush junto a los equipos de China y Estados Unidos en los Juegos Olímpicos de Pekín 2008

La Selección de béisbol de China es el equipo que representa al país en los torneos de la disciplina, y es controlado por la Asociación China de Béisbol.

## Participaciones

### Clásico Mundial de Béisbol
| World Baseball Classic record | World Baseball Classic record                                                               | World Baseball Classic record | World Baseball Classic record | World Baseball Classic record | World Baseball Classic record | World Baseball Classic record | World Baseball Classic record |                        | Eliminatoria           | Eliminatoria           | Eliminatoria           | Eliminatoria           | Eliminatoria |
| Año                           | Sede(s)                                                                                     | Ronda                         | Pos.                          | G                             | P                             | CA                            | CR                            | Sede                   | G                      | P                      | CA                     | CR                     |              |
| ----------------------------- | ------------------------------------------------------------------------------------------- | ----------------------------- | ----------------------------- | ----------------------------- | ----------------------------- | ----------------------------- | ----------------------------- | ---------------------- | ---------------------- | ---------------------- | ---------------------- | ---------------------- | ------------ |
| 2006                          | Japón                                                                                       | Primera Ronda                 | 15.º                          | 0                             | 3                             | 6                             | 40                            | No hubo eliminatoria   | No hubo eliminatoria   | No hubo eliminatoria   | No hubo eliminatoria   | No hubo eliminatoria   |              |
| 2009                          | Japón                                                                                       | Primera Ronda                 | 11.º                          | 1                             | 2                             | 4                             | 19                            | No hubo eliminatoria   | No hubo eliminatoria   | No hubo eliminatoria   | No hubo eliminatoria   | No hubo eliminatoria   |              |
| 2013                          | Japón                                                                                       | Primera Ronda                 | 13.º                          | 1                             | 2                             | 7                             | 19                            | Clasificó directamente | Clasificó directamente | Clasificó directamente | Clasificó directamente | Clasificó directamente |              |
| 2017                          | Bandera de Corea del Sur · Bandera de Japón · Bandera de México · Bandera de Estados Unidos | Ronda 1                       | 16°                           | 0                             | 3                             | 1                             | 24                            | Clasificó directamente | Clasificó directamente | Clasificó directamente | Clasificó directamente | Clasificó directamente |              |
| 2023                          | Bandera de Taiwán · Bandera de Japón · Bandera de Estados Unidos                            | Ronda 1                       | 20°                           | 0                             | 4                             | 10                            | 50                            | Clasificó directamente | Clasificó directamente | Clasificó directamente | Clasificó directamente | Clasificó directamente |              |
| Total                         | 4/4                                                                                         |                               |                               | 2                             | 14                            | 28                            | 152                           |                        | -                      | -                      | -                      | -                      |              |

## Resultados generales

### Clásico Mundial de Béisbol
| Edición       | Resultado | Posición | PJ | PG | PP | CF | CC  |
| ------------- | --------- | -------- | -- | -- | -- | -- | --- |
| 2006 Detalles | Ronda 1   | 15°      | 3  | 0  | 3  | 6  | 40  |
| 2009 Detalles | Ronda 1   | 11°      | 3  | 1  | 2  | 4  | 19  |
| 2013 Detalles | Ronda 1   | 13°      | 3  | 1  | 2  | 7  | 19  |
| 2017 Detalles | Ronda 1   | 16°      | 3  | 0  | 3  | 1  | 24  |
| 2023 Detalles | Ronda 1   | 20°      | 4  | 0  | 4  | 10 | 50  |
| Total         | -         | -        | 16 | 2  | 14 | 28 | 152 |

### Copa Mundial de Béisbol
| Año                                   | Ronda         | Posición     | PJ           | PG           | PP           | CF           | CC           |              |
| ------------------------------------- | ------------- | ------------ | ------------ | ------------ | ------------ | ------------ | ------------ | ------------ |
| Serie Mundial Amateur                 |               |              |              |              |              |              |              |              |
| Gran Bretaña 1938 - Países Bajos 1986 | No participó  | No participó | No participó | No participó | No participó | No participó | No participó | No participó |
| Copa Mundial de Béisbol               |               |              |              |              |              |              |              |              |
| Italia 1998                           | Primera Ronda | 13°          | 7            | 2            | 5            | -            | -            |              |
| Taiwán 2001                           | No participó  | No participó | No participó | No participó | No participó | No participó | No participó | No participó |
| Cuba 2003                             | Primera Ronda | 14°          | 7            | 1            | 6            | -            | -            |              |
| Países Bajos 2005                     | Primera Ronda | 11°          | 8            | 3            | 5            | -            | -            |              |
| Taiwán 2007                           | No participó  | No participó | No participó | No participó | No participó | No participó | No participó | No participó |
| Italia 2009                           | Primera Fase  | 22°          | 3            | 0            | 3            | -            | -            |              |
| Panamá 2011                           | No participó  | No participó | No participó | No participó | No participó | No participó | No participó | No participó |
| Total                                 | 4/39          | 11°          | 25           | 6            | 19           | -            | -            |              |

## Róster
| China Clásico Mundial de Béisbol 2023 |    |                                       |                |
| C U E R P O T É C N I C O             |    |                                       |                |
| Mánager                               | 41 | Bandera de Estados Unidos             | Dean Treanor   |
| Coach de Bateo/Catcheo                | 56 | Bandera de la República Popular China | Wei Wang       |
| Coach de Cuadro                       | 25 | Bandera de la República Popular China | Jiaji Chen     |
| Coach de 3ra base                     | 16 | Bandera de Estados Unidos             | Tarrik Brock   |
| Coach de Fildeo                       | 86 | Bandera de la República Popular China | Biao Chen      |
| Coach de Corredores                   | 51 | Bandera de la República Popular China | Xudong Zhu     |
| Coach de Jardineros                   | 24 | Bandera de la República Popular China | Yanpeng Chen   |
| Asist. Coach de Jardineros            | 3  | Bandera de la República Popular China | Nan Du         |
| J U G A D O R E S                     |    |                                       |                |
| L A N Z A D O R E S                   |    |                                       |                |
| Batea: D / Tira: D                    | 38 | Bandera de Singapur                   | Alan Carter    |
| Batea: D / Tira: D                    | 11 | Bandera de la República Popular China | Hai-Cheng Gong |
| Batea: D / Tira: D                    | 68 | Bandera de la República Popular China | Kwon Ju        |
| Batea: Z / Tira: Z                    | 32 | Bandera de la República Popular China | Qiang Lin      |
| Batea: D / Tira: D                    | 12 | Bandera de la República Popular China | Xin Qi         |
| Batea: Z / Tira: Z                    | 58 | Bandera de la República Popular China | Changlong Su   |
| Batea: D / Tira: D                    | 18 | Bandera de la República Popular China | Hailong Sun    |
| Batea: D / Tira: D                    | 13 | Bandera de la República Popular China | Weiyi Wang     |
| Batea: Z / Tira: Z                    | 42 | Bandera de la República Popular China | Xiang Wang     |
| Batea: D / Tira: D                    | 5  | Bandera de la República Popular China | Yuchen Wang    |
| Batea: D / Tira: D                    | 15 | Bandera de la República Popular China | Jian Yi        |
| Batea: D / Tira: D                    | 59 | Bandera de la República Popular China | Hao Zhang      |
| Batea: D / Tira: D                    | 17 | Bandera de la República Popular China | Fuyang Zhao    |
| Batea: D / Tira: D                    | 23 | Bandera de la República Popular China | Chaoqun Zheng  |
| R E C E P T O R E S                   |    |                                       |                |
| Batea: D / Tira: D                    | 33 | Bandera de la República Popular China | Chen Chen      |
| Batea: D / Tira: D                    | 9  | Bandera de la República Popular China | Ning Li        |
| Batea: D / Tira: D                    | 69 | Bandera de la República Popular China | Yifan Li       |
| Batea: D / Tira: D                    | 2  | Bandera de la República Popular China | Yun Lu         |
| J U G A D O R E S D E C U A D R O     |    |                                       |                |
| Batea: D / Tira: D                    | 20 | Bandera de la República Popular China | Jie Cao        |
| Batea: D / Tira: D                    | 21 | Bandera de Estados Unidos             | Ray Chang      |
| Batea: Z / Tira: D                    | 19 | Bandera de la República Popular China | Chen Chen      |
| Batea: Z / Tira: D                    | 8  | Bandera de la República Popular China | YongKang Kou   |
| Batea: Z / Tira: D                    | 52 | Bandera de la República Popular China | Chenchen Luan  |
| Batea: D / Tira: D                    | 7  | Bandera de la República Popular China | Jin Yang       |
| Batea: D / Tira: D                    | 51 | Bandera de la República Popular China | Xudong Zhu     |
| J A R D I N E R O S                   |    |                                       |                |
| Batea: Z / Tira: D                    | 22 | Bandera de la República Popular China | Xiao Han       |
| Batea: D / Tira: D                    | 6  | Bandera de la República Popular China | Pei Liang      |
| Batea: D / Tira: D                    | 27 | Bandera de la República Popular China | Rongji Liang   |
| Batea: D / Tira: D                    | 29 | Bandera de la República Popular China | Jinjun Luo     |
| Batea: D / Tira: D                    | 1  | Bandera de la República Popular China | Yuheng Lyu     |
| Batea: D / Tira: D                    | 10 | Bandera de Japón                      | Yusuke Masago  |